# Wild Barts Can't Be Broken
Wild Barts Can't Be Broken (conocido en Hispanoamérica como A un Bart salvaje nadie puede destrozarlo y en España como Los Barts salvajes no pueden romperse), es un episodio correspondiente a la décima temporada de la serie animada Los Simpson, emitido originalmente el 17 de enero de 1999. El episodio fue escrito por Larry Doyle y dirigido por Mark Ervin. Cyndi Lauper fue la estrella invitada. En este episodio los niños son acusados injustamente de destruir la escuela y se declara un toque de queda.

## Sinopsis
Homer está disgustado por el equipo de béisbol de Springfield, los Isótopos, ya que siguen perdiendo todos los partidos. Al final de la temporada, se acerca un día a la taberna de Moe, y descubre que el bar está lleno, con todos viendo emocionados el partido de los Isótopos. Al preguntar a Moe la razón de tanta gente, Lenny y Carl le cuentan a Homer que el equipo juega las play-off, y el partido es el que puede llevar a la liga profesional a los Isótopos, hecho que a Homer le hace cambiar de opinión, y apoyar al equipo, que acaba terminando con la victoria y ganando el campeonato.
Para celebrar la victoria, Barney, Carl, Lenny y el propio Homer se emborrachan y se van a celebrarlo montados en el coche de Homer. Al ver el campo de béisbol del colegio de primaria de Springfield, empiezan a vandalizar dentro de la propia escuela.
A la mañana siguiente, Homer se despierta con una impresionante resaca y ve expectantemente la noticia del vandalismo de la escuela. Clancy Wiggum, el jefe de policía, opina, sin prueba alguna, que es una fechoría de unos jóvenes vándalos, e impone el toque de queda a todos los jóvenes de Springfield al caer la noche. Ante tal injusticia, Bart y Lisa se aburren. Al ver por la tele el anuncio de la película The Bloodening, deciden violar el toque de queda y, junto a sus compañeros, se dirigen a verla; la película narra cómo cuatro siniestros niños albinos, tras contar todos los secretos de los miembros del pueblo gracias a un misterioso poder telepático que se manifiesta cuando le brillan los ojos, hacen que se asesinen unos a otros gracias a su telequinesis en macabras escenas llenas de sangre, pero justo cuando la película llega a su clímax, el jefe Wiggum llega y los arresta, no sin antes darse un susto gracias a Eddie.
Al día siguiente, los niños hacen servicio comunitario. Bart, harto de los adultos hagan lo que quieran con ellos, exige que haya venganza, a lo que todos están de acuerdo. Entonces Milhouse dice que si tuvieran el poder de los niños de la película, podrían contar los secretos de los mayores, pero Lisa responde que no es necesario ya que ellos ya conocen los secretos de sus padres. Por eso mismo deciden idear un plan.
Comienzan a robar cosas de varias partes, un micrófono, unos auriculares, etc. Esa noche cuando Homer y Marge se proponían a ver la tele, Lisa la apaga proponiendo que escuchen la radio. Justo en ese momento se escucha a Bart y los otros niños escondidos en un lugar secreto y adoptando el mismo acento británico de los personajes de la película, empiezan a contar los secretos vergonzosos de los ciudadanos adultos por la radio, en un programa llamado Conocemos todos tus secretos. Entre sus primeros secretos cuentan que el Jefe Wiggum le gusta andar con pantimedias, que la profesora Edna Krabappel roba en la cafetería de la escuela y que Homer come la basura de los Flanders.
Ante tal despropósito, el alcalde Quimby decide convocar una asamblea, donde se decide parar con el problema. El jefe de policía, con la ayuda del profesor Frink, descubren el escondrijo de los jóvenes, que era detrás de un anuncio de la policía. A la orden de bajar, los jóvenes protestan y todos comienzan a cantar una canción de cómo los adultos maltratan a los niños y cómo los niños desobedecen a los adultos. Ante el ruido de la protesta, los ancianos convocan un referéndum que desemboca en un toque de queda impuesto a los menores de setenta años, lo que hace que tanto los niños y los adultos de Springfield se queden en su casa en la noche mientras todos los viejos se divierten a la intemperie.

## Producción
Mike Scully quería hacer un episodio en el cual los niños de Springfield sufrirían un toque de queda. Se le ocurrió la idea de que el argumento tratase de niños contra adultos, en los cuales los niños serían culpados por algo hecho por los adultos. El nombre del presentador de béisbol, Denis Conroy, fue elegido en honor del tío del guionista Larry Doyle. Dan Castellaneta añadió la línea de Homer cantando "Hitler es idiota, Mussolini más..." luego de que se finalizase la producción del episodio. Fue agregada con el único propósito de rellenar tiempo. La publicidad del jefe Wiggum fue inspirada en cuando Beaver Cleaver se quedó atrapado en una publicidad de un plato de sopa en el episodio "In the Soup" de Leave it to Beaver. La música que suena de fondo cuando los niños abandonan sus casas secretamente para ver la película fue escrita por el compositor Alf Clausen.